# Øvre Eiker
Øvre Eiker là một đô thị ở hạt Buskerud, Na Uy.
Đô thị cũ Eiker đã được chia thành Øvre Eiker và Nedre Eiker ngày 1 tháng 7 năm 1885.
Đô thị này giáp các đô thị Kongsberg, Flesberg, Sigdal, Modum, Lier, Nedre Eiker và Hof.
Trung tâm hành chính Hokksund là thị xã lớn nhất ở đô thị này, với dân số 8000 người. Phần dân cư còn lại, khoảng 7000 người, sống ở các làng Vestfossen, Skotselv, Ormåsen và Darbu.
Tên theo dạng tiếng Na Uy Cổ là Eikjar. Huy hiệu được áp dụng từ năm 1981.